# Oja Kodar
Oja Kodar, née Olga Palinkas en 1941 à Zagreb, est une actrice, scénariste et metteur en scène hungaro-croate. Elle partagea la vie d'Orson Welles de 1962 à 1985.

## Biographie
Née d'un père hongrois et d'une mère croate, elle rencontre en 1961 Orson Welles à Zagreb pendant le tournage du film Le Procès. En 1966, Welles et Oja Kodar travaillent ensemble sur The Deep d'après Charles Williams, film qui, à cause de difficultés financières, ne verra jamais le jour. 
En 1969, Oja Kodar participe à l'écriture du scénario de The Other Side of the Wind, satire du cinéma contemporain à travers la fête d'anniversaire du réalisateur Jack Hannaford joué par John Huston, puis elle apparait en 1973 dans F for Fake, essai cinématographique de Welles sur le vrai et le faux en art. En 1980, nouveau projet de Welles The Dreamers, d'après des nouvelles de Karen Blixen, et dans lequel elle joue le rôle principal, mais faute de financement, le film reste inachevé.
En 1986, elle a été filmée par Gérard Courant pour son anthologie Cinématon. Elle est le numéro 808 de cette série cinématographique.
En 1989, elle réalise son premier film, Jaded, dans lequel elle joue un rôle secondaire. En 1993, elle met en scène son deuxième film, Vrijeme za..., puis en 1995, Oja Kodar coécrit et coréalise un documentaire franco-allemand Orson Welles : The One-Man Band (Orson Welles, l'homme-orchestre) qui revient sur les derniers projets filmiques inachevés d'Orson Welles. Le 12 août 1986, elle devait signer un accord juridique sur les dispositions testamentaires de Welles avec son épouse légale Paola Mori mais celle-ci meurt dans un accident de voiture le jour même, à Las Vegas.

## Filmographie

### Actrice
- Tendre Voyou (1966)
- The Deep (1970)
- The other side of the wind (1972)
- Vérités et Mensonges (1973)
- The secret of Nikola Tesla (1980)
- Someone to love (1984)
- Cinématon #808 (1986) de Gérard Courant
- Jaded (1992)

### Réalisatrice
- Jaded (1989)
- Vrijeme za (1993)